# Sparkasse Bad Hersfeld-Rotenburg
Die Sparkasse Bad Hersfeld-Rotenburg ist eine öffentlich-rechtliche Sparkasse mit Sitz in Bad Hersfeld im Landkreis Hersfeld-Rotenburg in Hessen. Ihr Geschäftsgebiet ist der Landkreis Hersfeld-Rotenburg.

## Organisationsstruktur
Die Sparkasse Bad Hersfeld-Rotenburg ist eine Anstalt des öffentlichen Rechts. Rechtsgrundlagen sind das Sparkassengesetz für Hessen und die durch den Verwaltungsrat der Sparkasse erlassene Satzung. Organe der Sparkasse sind der Vorstand und der Verwaltungsrat.

## Sparkassen-Finanzgruppe
Die Sparkasse Bad Hersfeld-Rotenburg ist Teil der Sparkassen-Finanzgruppe und gehört damit auch ihrem Haftungsverbund an. Er sichert den Bestand der Institute und sorgt dafür, dass sie auch im Fall der Insolvenz einzelner Sparkassen alle Verbindlichkeiten erfüllen können. Die Sparkasse vermittelt Bausparverträge der regionalen Landesbausparkasse, offene Investmentfonds der Deka und Versicherungen der SV SparkassenVersicherung. Im Bereich des Leasing arbeitet die Sparkasse Bad Hersfeld-Rotenburg mit der  Deutschen Leasing zusammen. Die Funktion der Sparkassenzentralbank nimmt die Landesbank Hessen-Thüringen wahr.

## Geschäftszahlen
Die Sparkasse Bad Hersfeld-Rotenburg wies im Geschäftsjahr 2023 eine Bilanzsumme von 2,427 Mrd. Euro aus und verfügte über Kundeneinlagen von 1,955 Mrd. Euro. Gemäß der Sparkassenrangliste 2023 liegt sie nach Bilanzsumme auf Rang 203. Sie unterhält 32 Filialen/Selbstbedienungsstandorte und beschäftigt 373 Mitarbeiter.

## Geschichte

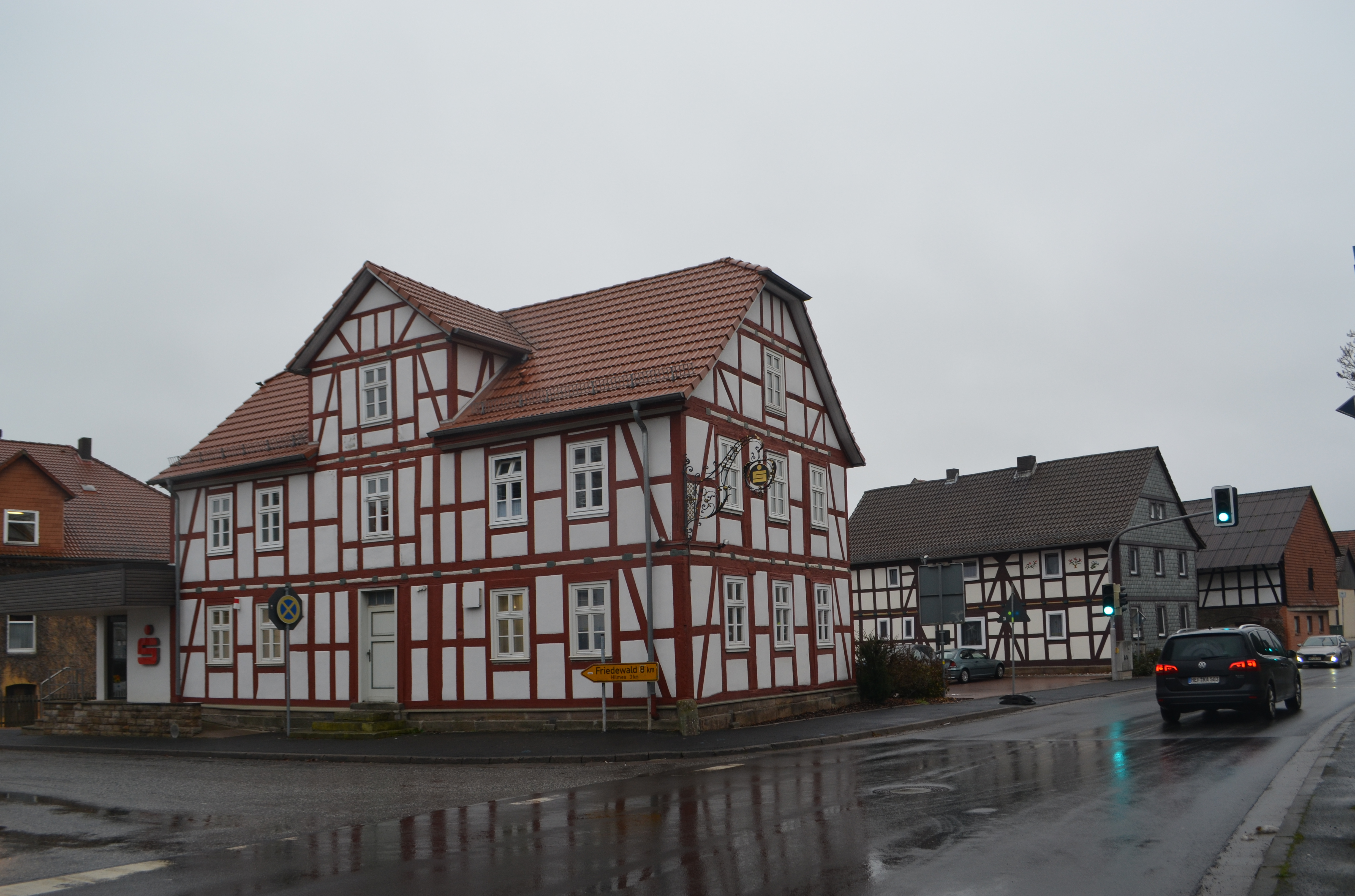
Filiale in Schenklengsfeld

Die Bank wurde am 2. August 1825 und die Kreissparkasse Hersfeld am 1. Oktober 1924 gegründet. Am 1. Oktober 1943 wurden die Hersfelder Sparkassen, auf Anordnung des Reichswirtschaftsministeriums, zur Kreis- und Stadtsparkasse Bad Hersfeld zusammengeführt.
Die Gründung der Städtischen Sparkasse Rotenburg war am 1. April 1863 und die Kreissparkasse Rotenburg a. d. Fulda folgte am 1. Juli 1873. Die Kreissparkasse Rotenburg a. d. Fulda übernahm am 1. Februar 1931 die Städtische Sparkasse Rotenburg.
Beide Finanzinstitute wurden am 1. Januar 1974 aufgrund der Zusammenlegung der Altkreise Hersfeld und Rotenburg zur Sparkasse Bad Hersfeld-Rotenburg fusioniert.
In der Hauptstelle der Sparkasse befindet sich seit 2006 ein kleines Sparkassen-Museum.